# Anastasia (nombre)
Anastasia es un nombre femenino y el equivalente del nombre masculino Anastasio. El nombre es de origen griego, de la palabra anastasis, que significa «resurrección». Es un nombre popular en Europa del Este, particularmente en Ucrania, donde fue el nombre más usado por décadas hasta 2008, cuando el primer puesto pasó a ser del nombre Sofía. Sigue siendo usado con mucha frecuencia.

## Origen
El nombre Anastasia fue creado durante los comienzos del cristianismo y eran nombrados así los niños griegos nacidos en diciembre y alrededor de Pascua. Fue establecido como el nombre femenino de Anastasios.  Es el nombre de varias santas, cuya identidad unívoca ha sido discutida en dos casos, Anastasia de Sirmio y Anastasia de Roma. Santa Anastasia personifica en la iconografía cristiana la resurrección de Jesús, por su etimología griega ana - repetición y esthemi - levantar, que se traduce como volver a ponerse en pie, y por ello resucitar.
Algunos diminutivos eslavos son Nastya (Serbia, Eslovenia) como también: Nastenka, Nastyusha, Nastyona. Otros diminutivos más recientes son Stacey, Stacie, Sia, Tasia, Tacha y Stacy. Sus variantes escritas son: Annastasia, Anastasiya y Anastasya.

## Popularidad
Anastasia es un nombre muy popular para niña, especialmente en Europa del Este. Anastasia fue el nombre más popular entre niñas en Rusia hasta 2008, cuando fue sobrepasado por Sofía. Sigue siendo uno de los diez nombres más comunes en Rusia, como también en Bielorrusia, Moldavia, Serbia, Georgia y Montenegro.

## Personas
- Anastasia de Sirmio (f. 304), virgen y mártir serbia.
- Anastasia de Roma (siglo III), mártir católica fallecida en Sirmio (Serbia); posiblemente sea la misma Anastasia de Sirmio.
- Anastasia de Grecia (May Nancy Stewart Worthington Leeds, 1873-1923), princesa de origen estadounidense casada con el príncipe Cristóbal de Grecia y Dinamarca.
- Anna Anderson (1896-1984), la más conocida de varias impostoras que afirmaron ser la duquesa Anastasia de Rusia.
- Anastasia de Rusia (1901-1918), aristócrata rusa, hija del zar Nicolás II.[12]
- Anastacia (1968-), cantante y compositora estadounidense.
- Anastassia Espinel Souarez (años 1970-), novelista y profesora rusa residente en Colombia.
- Anastasia Mayo (1980-), actriz porno española.
- Anastasia Gloushkov (24 de mayo de 1985-), nadadora olímpica israelí de nado sincronizado.
- Anastasia Prelov, modelo muy conocida en varios continentes.

## Personajes ficticios
- Anastasia Steele, de la saga Cincuenta sombras de Grey.